# Бозайський сільський округ
Боза́йський сільський округ (каз. Бозай ауылдық округі, рос. Бозайский сельский округ) — адміністративна одиниця у складі Келеського району Туркестанської області Казахстану. Адміністративний центр — село Бозай.
Населення — 2391 особа (2021; 2149 у 2009, 1876 у 1999).

## Склад
До складу округу входять такі населені пункти:
| Населений пункт | Колишні назви | Населення, осіб (1999) | Населення, осіб (2009) | Населення, осіб (2021) |
| --------------- | ------------- | ---------------------- | ---------------------- | ---------------------- |
| Бозай, село     | -             | 1024                   | 1431                   | 1805                   |
| Тартогай, село  | -             | 89                     | 92                     | 105                    |
| Тентексай, село | -             | 698                    | 544                    | 433                    |
| Шолантобе, село | -             | 65                     | 82                     | 48                     |